# Vlag van Cádiz

Vlag van de provincie Cádiz

De vlag van de Spaanse provincie Cádiz bestaat uit een groen veld, met in het centrale gedeelte, het provinciale wapen en omrand met het wapen van Castilië en León, respectievelijk een gouden toren op een rood veld en een gekroonde rode leeuw op een wit veld. De vlag werd op 19 november 2008 goedgekeurd door de Provinciale Raad en op 30 december 2008 bij het directoraat-generaal van het lokale bestuur is ingediend.
Het wapen is een combinatie van de wapens van de belangrijkste steden (Algeciras, San Fernando, Arcos de la Frontera, Olvera, Cádiz, San Roque, Medina-Sidonia, Jerez de la Frontera, El Puerto de Santa María, Chiclana de la Frontera, Sanlúcar de Barrameda en Grazalema) in de provincie in die tijd.